# Fatjon Andoni
Fatjon Andoni (Atene, 19 giugno 1991) è un calciatore albanese, centrocampista o difensore del Marko.

## Carriera
Il 1º luglio 2016 viene acquistato dal Larissa, squadra militante nella massima serie del campionato greco, con cui firma un contratto triennale con scadenza il 30 giugno 2019.

## Statistiche

### Presenze e reti nei club
Statistiche aggiornate al 16 aprile 2022.
| Stagione                | Squadra                 | Campionato              | Campionato | Campionato | Coppe nazionali | Coppe nazionali | Coppe nazionali | Coppe continentali | Coppe continentali | Coppe continentali | Altre coppe | Altre coppe | Altre coppe | Totale | Totale |
| Stagione                | Squadra                 | Comp                    | Pres       | Reti       | Comp            | Pres            | Reti            | Comp               | Pres               | Reti               | Comp        | Pres        | Reti        | Pres   | Reti   |
| ----------------------- | ----------------------- | ----------------------- | ---------- | ---------- | --------------- | --------------- | --------------- | ------------------ | ------------------ | ------------------ | ----------- | ----------- | ----------- | ------ | ------ |
| 2010-2011               | Ethnikos Asteras        | FL                      | 24         | 0          | CG              | 4               | 0               | -                  | -                  | -                  | -           | -           | -           | 28     | 0      |
| 2011-gen. 2012          | Ethnikos Asteras        | FL                      | 6          | 0          | CG              | 2               | 0               | -                  | -                  | -                  | -           | -           | -           | 8      | 0      |
| Totale Ethnikos Asteras | Totale Ethnikos Asteras | Totale Ethnikos Asteras | 30         | 0          |                 | 6               | 0               |                    | -                  | -                  |             | -           | -           | 36     | 0      |
| gen.-giu. 2012          | Panachaïkī              | FL                      | 18+5       | 1+0        | CG              | 0               | 0               | -                  | -                  | -                  | -           | -           | -           | 23     | 1      |
| 2012-2013               | Panachaïkī              | FL                      | 20         | 0          | CG              | 3               | 0               | -                  | -                  | -                  | -           | -           | -           | 23     | 0      |
| 2013-2014               | Panachaïkī              | FL                      | 19         | 0          | CG              | 0               | 0               | -                  | -                  | -                  | -           | -           | -           | 19     | 0      |
| Totale Panachaïki       | Totale Panachaïki       | Totale Panachaïki       | 57+5       | 1+0        |                 | 3               | 0               |                    | -                  | -                  |             | -           | -           | 65     | 1      |
| 2014-2015               | Lamia                   | FL                      | 19         | 5          | CG              | 1               | 0               | -                  | -                  | -                  | -           | -           | -           | 20     | 5      |
| 2015-2016               | Apollōn Smyrnīs         | FL                      | 26         | 3          | CG              | 3               | 1               | -                  | -                  | -                  | -           | -           | -           | 29     | 4      |
| 2016-2017               | Larissa                 | SL                      | 25         | 0          | CG              | 1               | 0               | -                  | -                  | -                  | -           | -           | -           | 26     | 0      |
| 2017-2018               | Larissa                 | SL                      | 23         | 1          | CG              | 6               | 1               | -                  | -                  | -                  | -           | -           | -           | 29     | 2      |
| 2018-2019               | Larissa                 | SL                      | 23         | 4          | CG              | 4               | 1               | -                  | -                  | -                  | -           | -           | -           | 27     | 5      |
| 2019-gen. 2020          | Larissa                 | SL                      | 15         | 3          | CG              | 1               | 0               | -                  | -                  | -                  | -           | -           | -           | 16     | 3      |
| Totale Larissa          | Totale Larissa          | Totale Larissa          | 86         | 8          |                 | 12              | 2               |                    | -                  | -                  |             | -           | -           | 98     | 10     |
| gen.-giu. 2020          | Apollōn Smyrnīs         | SL2                     | 6+1        | 2+0        | CG              | 0               | 0               | -                  | -                  | -                  | -           | -           | -           | 7      | 2      |
| 2020-2021               | Apollōn Smyrnīs         | SL                      | 28         | 5          | CG              | 1               | 0               | -                  | -                  | -                  | -           | -           | -           | 29     | 5      |
| 2021-2022               | Apollōn Smyrnīs         | SL                      | 23         | 2          | CG              | 1               | 0               | -                  | -                  | -                  | -           | -           | -           | 24     | 2      |
| Totale Apollōn Smyrnīs  | Totale Apollōn Smyrnīs  | Totale Apollōn Smyrnīs  | 83+1       | 12+0       |                 | 5               | 1               |                    | -                  | -                  |             | -           | -           | 89     | 13     |
| Totale carriera         | Totale carriera         | Totale carriera         | 275+6      | 26+0       |                 | 27              | 3               |                    | -                  | -                  |             | -           | -           | 308    | 29     |

## Palmarès

### Club

#### Competizioni nazionali
- Gamma Ethniki: 1

Marko: 2024-2025 (gruppo 3)